# Berl Kacnelson
Berl Kacnelson (hebrejsky ברל כצנלסון‎, 25. ledna 1887 – 12. srpna 1944) byl jedním z intelektuálních zakladatelů dělnického sionismu, který sehrál významnou roli při založení moderního Izraele. Mimo to byl redaktor deníku Davar, prvního deníku dělnického hnutí.

## Biografie
Narodil se v městě Bobrujsk v Ruském impériu (dnešní Bělorusko) a již od svého mládí snil o tom, že se usadí v židovské domovině. V Rusku byl knihovníkem v jidiš-hebrejské knihovně a vyučoval hebrejskou literaturu a židovskou historii. Aliju do osmanské Palestiny uskutečnil v roce 1909. Po svém příjezdu pracoval především v zemědělství a byl velmi aktivní v organizování dělnických federací, založených na myšlence „obyčejné práce, života a úsilí.“
Společně s Meirem Rothbergem založil Kacnelson spotřební družstvo známé jako ha-Mašbir la-carchan. Pomáhal rovněž založit nemocenský fond Klalit, hlavní část izraelské sítě sociálního zdravotnictví. Byl redaktorem deníku Davar a také zakladatelem a prvním šéfredaktorem vydavatelského domu Am oved.
Kacnelson zemřel v roce 1944 a je pohřben na hřbitově, který se nachází u břehů Galilejského jezera.